# Иракско-курдский конфликт (2017)
Иракско-курдский конфликт 2017 года начался 15 октября 2017 года, после того как в Иракском Курдистане прошёл референдум о независимости.
Иракское правительство 27 сентября объявило о непризнании итогов референдума. Более того, оно назвало необходимой предпосылкой для начала любых переговоров с Курдистаном его денонсацию. В тот же день парламент Ирака проголосовал за предоставление премьер-министру Аль-Абади необходимых полномочий для мирного либо силового освобождения контролируемых курдами районов, но входящих формально в состав автономии. Прежде всего речь идёт о богатом нефтью Киркуке, оставленным иракскими войсками боевикам Исламского государства в 2014 году и позднее освобождённым курдскими военными формированиями.

## События
Иракское наступление в регионе началось 15 октября, после высадки десанта в авиабазе К-1. Курдские СМИ сообщили о столкновениях шиитских полицейских с солдатами Пешмерги около деревни Туз-Хурмату (к югу от Киркука).
- 16 октября: Правительство Ирака объявило об установлении контроля над городом Киркук. Силы ПСК объявили об уходе из города. Несмотря на уход сил ПСК, бойцы ДПК остались отражать наступление иракцев.
- 17 октября: Иракские войска на западе Иракского Курдистана установили контроль над пограничным переходом на сирийской границе. В этот же день войска Ирака окружили группировку войск курдского ополчения на юго-востоке региона. Начались бои севернее Мосула. Проиракскими силами взят город Башика. Также, начались бои за плотину Мосула.
- 18 октября Появились данные о вводе ВС Турции в северные районы Иракского Курдистана для борьбы с Рабочей партией Курдистана. Иракское правительство объявило о полном восстановлении контроля над мухафазой Киркук.
- 20 октября Президент Курдистана Масуд Барзани призвал международное сообщество прекратить агрессивные меры, принимаемые властями Ирака. По словам Барзани, политика Багдада привела к тому, что более 150 тысяч курдов покинули столицу страны Киркук и окружающие её территории. В этот-же день армия Ирака выбила курдов из Алтун Купри в провинции Киркук, после ожесточённых боёв. Также правительственные силы заняли города Замар и Айн Зала, расположенные в районе Дахук.
- 27 октября вооружённый конфликт завершился и начались переговоры властей Иракского Курдистана с властями Ирака.
- 28 октября Турецкие ВС заняли гору Кокозер в регионе Зап.

В результате переговоров правительство Иракского Курдистана согласилось принять требования иракских властей (отказ от провозглашения независимости, от спорных территорий и от контроля внешней границы Ирака).

## Международная реакция
- ООН — Совбез ООН призвал власти Ирака и Курдистана воздержаться от насилия‍: «Члены совета призвали все стороны воздержаться от угроз насилия и применения силы и в качестве пути к деэскалации начать конструктивный диалог и меры по сохранению единства Ирака, в то же время соблюдая конституцию Ирака», — говорится в заявлении Совбеза.
- США — Официальный представитель Госдепартамента США Хизер Науэрт опубликовала в своем Twitter-аккаунте пресс-релиз дипведомства с призывом в адрес Багдада и иракских курдов к «снижению напряженности».
- Канада — «Канада остается обеспокоенной из-за столкновения возле города Киркук в Ираке. Как союзник правительства Ирака и партнер регионального правительства Курдистана, Канада призывает все стороны к активной работе над уменьшением напряженности», — заявили в МИД Канады.
- Турция — «Анкара рассматривает все возможные шаги в отношении курдской автономии Ирака и готова к жестким мерам против членов запрещенной в Турции Рабочей партии Курдистана (РПК) в иракской провинции Киркук» — заявил вице-премьер Турции Бекир Боздаг.